# Lahamaide
Lahamaide ou La Hamaide est une section de la commune belge d'Ellezelles située en Région wallonne dans la province de Hainaut.
Le village, situé entre Lessines, Frasnes et Renaix, fait partie du Pays des Collines.

## Géographie
Le territoire de Lahamaide, situé dans le nord du Hainaut en Belgique entre Frasnes-lez-Buissenal, Flobecq et Lessines fait partie du canton de Frasnes de l'arrondissement administratif de la ville d'Ath et de l'arrondissement judiciaire de Tournai.

## Évolution démographique
- Sources : INS, Rem. : 1831 jusqu'en 1970 = recensements, 1976 = nombre d'habitants au 31 décembre.

## Histoire
Si Lahamaide ou La Hamaide, blotti au cœur du Hainaut belge est aujourd'hui un petit village tranquille, il n'en fut pas toujours ainsi. La proximité de la chaussée romaine joignant Zottegem à Bavay et sa position surélevée sur une des crêtes du Pays des Collines, en firent jadis une « barrière » dans les conflits territoriaux qui opposèrent pendant des lustres le comte de Flandre au comte de Hainaut, conférant aux lieux, du Haut Moyen Âge à la Renaissance, une richesse historique enviable et la fierté des illustres familles seigneuriales qui s'y succédèrent.
La situation stratégique du village au cœur des terres controversées nécessita très tôt une fortification. le village de La Hamaide devint un fief lige relevant de la pairie de Silly sur lequel le châtelain avait les droits de magistrature, de basse, moyenne et haute justices.
La première de ces familles adopta le nom du village, vers le milieu du XIIe siècle et resta fidèle aux comtes de Hainaut successifs. Les La Hamaide seront anoblis en 1216 et reconnus comme seigneurs du lieu en 1235. Ils figurent parmi les pairs et les bannerets du Hainaut, ce qui signifie dans le premier cas qu'ils possèdent des terres transmissibles par le sang, et dans le second, qu'ils ont la capacité de rassembler une compagnie en armes. Ils constitueront très vite une seigneurie d'importance en ralliant les villages de Wannebecq et Mainvault, puis de Rebaix, et auront plus tard des droits sur Anvaing et une partie de Condé.

### La seigneurie de La Hamaide
Il est généralement admis que Allard Hasbanion et son épouse, N. Reiswende sont à l'origine de la lignée des seigneurs, porteurs du nom, qui se sont succédé à La Hamaide. C'est également à lui qu'on attribue les premières fortifications du village édifiées au milieu du XIIe siècle.
Le patronyme de La Hamaide apparaît avec certitude en 1158 quand Arnould Ier signe en qualité de témoin la cession d'une pairie sur Hellebecq par Gilles de Blicquy en faveur de l'abbaye d'Ename. En 1129 Arnould est cité avec son frère Julien.
Le chevalier Gérard II, qualifié de « miles illustris et probus » est cité en 1164 avec son père Arnould Ier. Dès 1180 il est le seul représentant de la famille, fait partie de l'entourage du Comte de Hainaut Baudouin V et effectue en 1184, la garde du château de Mons en qualité de pair.ANB 1911-1912
Son fils, le chevalier Odon Ier de La Hamaide, disparaît à la quatrième croisade (1202-1204).
Lui succède Arnould, deuxième du nom. Il est cité en 1213 dans un cartulaire de l'abbaye de Cambron.
Thierry Ier devrait être le premier seigneur « officiel » de La Hamaide (1235). Il hérite de son frère, Arnould II, mort sans enfant en 1225.

### Héraldique
|  | Blason de Lahamaide Blasonnement : D'or à la hamaide de gueules. |

En héraldique, une hamaide est une barrière, cela vient du néerlandais hameide qui vient lui-même du francique hamitha.
La Hamaide porte : d'or à trois hamaides ou traverses de barrière de gueules, ressemblant à trois fasces alésées et formant la figure héraldique que les blasonneurs modernes dénomment une hamaide, en décrivant ces armoiries par ces mots : d'or à la hamaide de gueules.
Ce qui peut aussi se blasonner : de gueules à deux fasces, d'or ; à la bordure du même, ou d'Audenarde, bordé d'or.
Le casque qui timbre l'écu est couronné et ses lambrequins sont d'or et de gueules.
Le cimier est formé par deux pignates (cruches ou pots) adossés, l'un d'or et l'autre de gueules, les anses entrelacées.
Trivières utilisa le sceau des La Hamaide jusqu'à la fusion des communes en 1977 et ainsi que Henripont qui possède la chapelle armoriée de la même famille.

### Comte Lamoral d'Egmont

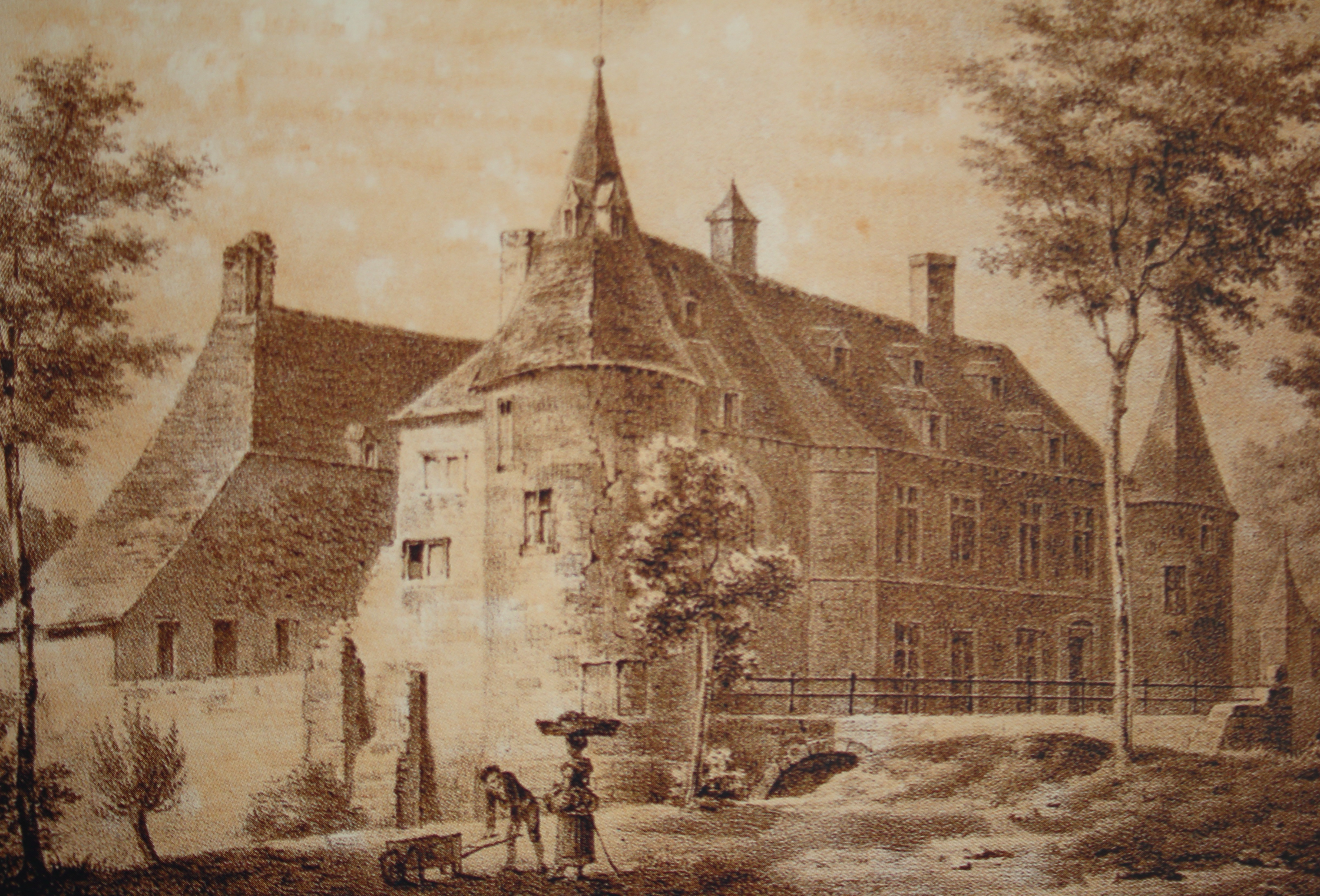
Château de Lahamaide, lieu de naissance de Lamoral, comte d'Egmont

En 1485, Michel de Lahamaide meurt sans descendance. Sa cousine Marie de Berlaymont hérite du bien; elle épouse Jacques Ier de Luxembourg. Sa fille Françoise de Luxembourg épouse Jean IV d'Egmont, raison pour laquelle Lahamaide passe entre les mains de la Maison d'Egmond. C'est au château de Lahamaide qu'est né Lamoral, comte d'Egmont le 18 novembre 1522. Il connaîtra un grand et tragique destin.
Neveu du roi d'Espagne par sa mère, il porta les titres de Prince de Gavre et de Steenhuysen ; Baron de Fiennes, Gaesbeke et Hamaide ; Seigneur de Purmerent, Hoogwoude, Aertswoude, Beyerland, Sottenghien, Dondes, Auxy et Baer ; Capitaine général des Pays-Bas sous Charles Quint ; Chevalier de la Toison d'or ; Chambellan de Sa Majesté Impériale et Conseiller d'État de Flandre et d'Artois sous Philippe II.
Il épouse le 8 avril 1544 à Spire, Sabine, comtesse palatine et duchesse de Bavière. De cette union, naîtront onze enfants.
Il se montre un grand militaire et est de la plupart des campagnes contre la France. Arrêté et condamné à être exécuté par l'épée, bien qu'il soit justiciable du Chapitre de l'Ordre de la Toison d'or et du Conseil souverain de Brabant, il sera transféré de sa prison de Gand à Bruxelles. Le 5 juin 1568, il est décapité sur la Grand-Place de Bruxelles , entouré de 22 compagnies d'arquebusiers rangés en bataille. Son corps, ainsi que celui de Hornes qui devaient pourrir sur la place "en guise d'exemple" furent emmenés par la guilde des arbalétriers , dont ils étaient Roys de Tir, au couvent des Récollets, situé à la place qu'occupe maintenant la Bourse de Bruxelles. Un tableau du XIXe (Derniers honneurs rendus aux comtes d'Egmont et de Hornes de Louis Gallait, à voir au Musée des Beaux-Arts de Tournai et à l'hôtel de ville de Zottegem) montre ce moment. Des gerbes ont été déposées ce 5 juin 2018 sous les statues d'Egmont à Zottegem et à Egmond aan den Hoef, et aussi sous la plaque commémorative apposée sur la Maison du Roi devant laquelle s'élevait la statue qui se trouve maintenant au Sablon. Des "tableaux vivants" ont été joués ce 5 juin 2018 également à l'initiative de l'historien conférencier Roel Jacobs et du grand Serment Royal et de saint Georges des Arbalétriers de Bruxelles en collaboration avec L'Ancien Grand Serment Royal et Noble de ND au Sablon et des Archers de Saint Sébastien. Un musée d'Egmont (Egmontkamer) fut inauguré à l'hôtel de ville de Zottegem, lieu où se trouvent la crypte d'Egmont, deux statues d'Egmont et son château d'Egmont.

## Patrimoine
- Château de Lahamaide [5]
- Moulin à vent de Chonchon [6]
- Moulin du Tordoir de Wodecq (Ellezelles) ; moulin à eau avec roue à aubes [7]

## Culture

#### Géants

##### ChiméricIerdes Collines & Euphorie du Ronsart
En 1973, le journal paroissial local annonce la prétendue découverte du sarcophage d’un guerrier gaulois sur le site de l’ancien château de Lahamaide. Il n’en fallait pas plus pour que naisse, l'année suivante, un géant, Chiméric Ier des Collines. A l’image des géants traditionnels de la région, il est doté d’une structure d’osier et d’une tête réalisée artisanalement par Jacques Vandewattyne d'Ellezelles .
Du haut de ses 3,50 mètres, le guerrier gaulois préside la fête champêtre du village, son succès fut tel qu’il sera rejoint, en juillet 1975, par une épouse nommée Euphorie du Ronsart.
Malheureusement, leur période de gloire fut courte. Leur dernière sortie documentée à ce jour est le grand cortège du 500e anniversaire du géant Goliath le 22 février 1981 à Ath où de nombreux géants régionaux s'étaient réunis. Ces géants sont aujourd’hui introuvables et entourés de mystère, prétendument disparus.

### Musée

#### Écomusée de Lahamaide
L'écomusée de Lahamaide permet de redécouvrir les gestes du travail de la terre et la vie rurale. Depuis vingt-cinq ans, le musée sauvegarde des objets et présente les savoir-faire anciens au grand public. Il a été créé en 1974 sous le nom de Musée vivant. Au départ, le musée avait pour objectif de sauvegarder d'anciens outils et des machines agricoles. À mi-chemin entre tourisme et éducation permanente, l'écomusée constitue donc un lieu phare de l'équipement touristique du Pays des Collines.

Les hangars agricoles des années 1950 abritent les thèmes de la moisson et du travail de la terre selon les saisons. Les lieux se composent de différents bâtiments. Après un passage par l'Estaminet, les visiteurs partent à la découverte des salles présentant la vie quotidienne et l'artisanat de nos campagnes.
Vient ensuite l'exposition des objets trouvés sur le site du Château du comte Lamoral d'Egmont. L'écomusée dispose également d'un espace destiné aux expositions temporaires, sur des thèmes liés à la vie rurale, comme les moulins ou le pain, sans oublier une salle de conférence, une bibliothèque et le jardin qui permet de s'intéresser aux essences indigènes anciennes. Une grande manifestation qui s'appelle la fête de la Moisson a lieu chaque année le 1er dimanche du mois d'août, où l'on peut découvrir la moisson à ancienne.

## Galerie

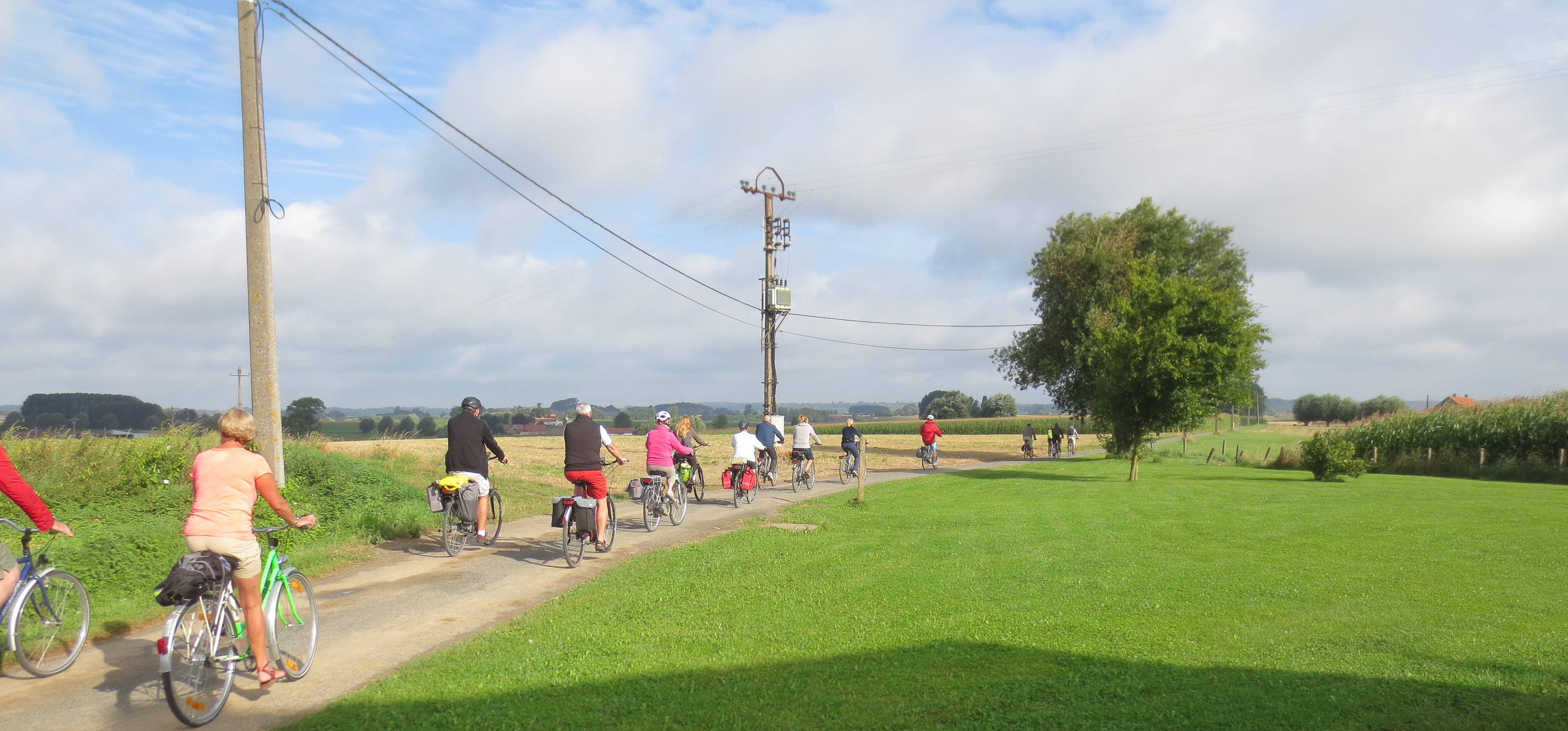
Le chemin.
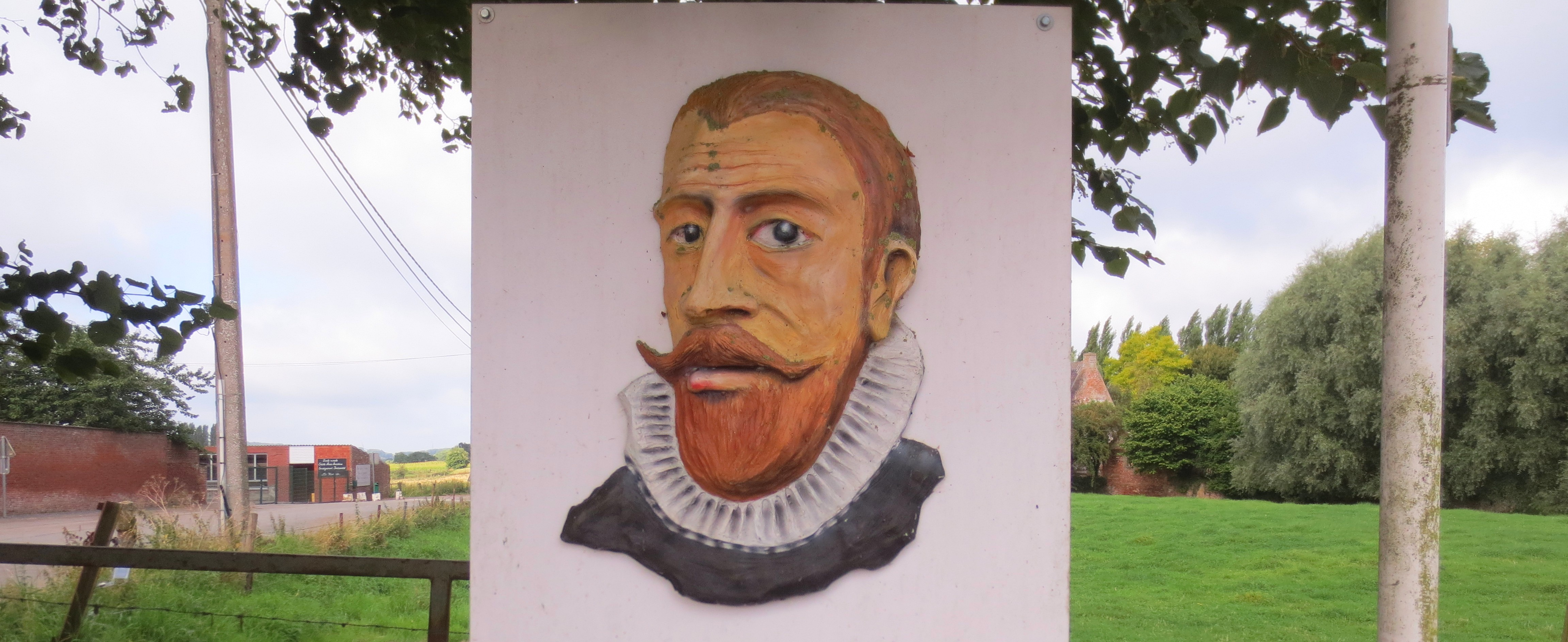
Le portrait de Lamoral, comte d'Egmont.
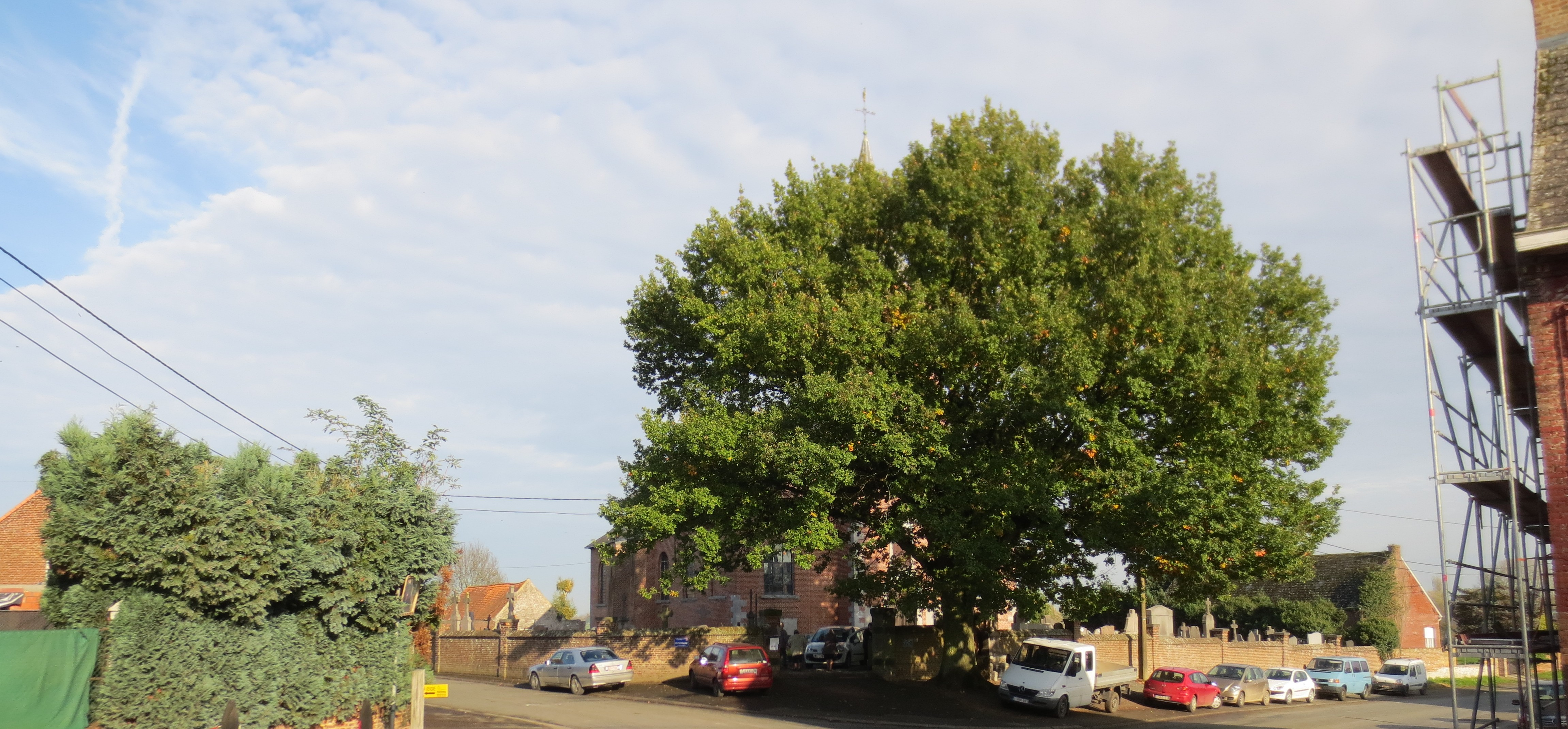
La place.

## Personnalités
- Louis Lambillotte (1797-1855), musicologue jésuite est né à Lahamaide.